# Frédéric Saumade
Pour les articles homonymes, voir Saumade.
Frédéric Saumade, né le 11 juillet 1961 à Montpellier, est un anthropologue et un ethnologue français. Il est professeur d'anthropologie sociale à l'Université d'Aix-Marseille et membre de l'Institut d'ethnologie méditerranéenne, européenne et comparative (IDEMEC) d'Aix-en-Provence.

## Travaux
Fils de Gérard Saumade, ses domaines de recherche portent sur le taureau ainsi que les pratiques tauromachiques en Camargue, en Espagne, au Portugal et dans  plusieurs pays du monde. Il est l'auteur de plusieurs ouvrages parmi lesquels Les Tauromachies européennes, la forme et l’histoire, une approche anthropologique , qui a fait l'objet d'un article élogieux de Jean-Pierre Digard, anthropologue et ethnologue dans la revue L'Homme.

### ouvrages
- 2014, Cowboys, clowns et toreros , l'Amérique réversible, avec Jean Baptiste Maudet, Berg International  343 p.  Jean-Baptiste Maudet est maître de conférences en géographie à l’Université de Pau et des Pays de l'Adour, et membre du laboratoire Société, Environnement, Territoire (Unité mixte de recherche CNRS, Université de Pau et des Pays de l’Adour.
- 2008,  Maçatl, les transformations mexicaines des jeux taurins,  Presses universitaires de Bordeaux, 395 p.
- 1998,  Les Tauromachies européennes, la forme et l'histoire, une approche anthropologique, Comité des travaux historiques et scientifiques, 208 p.
- Des sauvages en occident, les cultures tauromachiques en Camargue et en Andalousie, Paris, Mission du patrimoine ethnologique, 1994 et 1995, 275 p. (ISBN 978-2-7351-0587-8 et 2-7351-0587-3, DOI 10.4000/books.editionsmsh.2434 , lire en ligne)
- Les Tauromachies européennes,  la forme et l'histoire, une approche anthropologique, Comité des travaux historiques et scientifiques 1998, 208 p.
- 1987,  La Tauromachie camarguaise, rapport de synthèse, Direction du patrimoine, 106 p.

### Articles
Voir la liste intégrale 
- De la mondialisation considérée comme une tauromachie dans L'Homme; 2012/1 (n°201)
- Du Taureau au dindon, domestication du métissage dans le nouveau monde mexicain (Études rurales, 2001/1)(n° 157-158)